# 岡山県道289号東大戸金浦線
岡山県道289号東大戸金浦線（おかやまけんどう289ごう ひがしおおどかなうらせん）は、岡山県笠岡市を通る一般県道である。

## 概要
笠岡市の東大戸から金浦に至る南北連絡型の市域内完結路線である。

### 路線データ
- 起点：岡山県笠岡市東大戸（東大戸交差点、岡山県道34号笠岡井原線交点）
- 終点：岡山県笠岡市金浦（金浦交差点、国道2号交点）
- 実延長：4.1 km[注釈 1][1]

## 路線状況

### 道路施設

#### 橋梁
- 千歳橋（吉田川、笠岡市金浦）

### 並行する旧街道
- 金浦往来（笠岡市東大戸 - 笠岡市金浦）
- 鴨方往来（笠岡市金浦）

## 地理

### 通過する自治体
- 岡山県
  - 笠岡市

### 交差する道路
| 交差する道路                                                                | 交差する場所 | 交差する場所        |
| --------------------------------------------------------------------------- | ------------ | ------------------- |
| 岡山県道34号笠岡井原線                                                      | 東大戸       | 東大戸交差点 / 起点 |
| 岡山県営広域営農団地農道備南地区南幹線 / 広域農道備南街道南線・金山銀山通り | 吉浜         |                     |
| 国道2号                                                                     | 金浦         | 金浦交差点 / 終点   |

### 交差する鉄道
- 山陽新幹線（笠岡市吉浜）
- 山陽本線（笠岡市金浦）

### 沿線
- 笠岡市立大井小学校（笠岡市東大戸、起点付近）
- 吉田川（笠岡市東大戸 - 笠岡市金浦で並行）
- 笠岡学園（笠岡市金浦）
- ひったか（笠岡市金浦）

旧暦5月5日頃の土曜日、金浦地内の本路線は17:00 - 22:00において通行止めとなる。
- おしぐらんご（笠岡市金浦）

ひったか開催翌日の日曜日。
- 金浦郵便局（笠岡市金浦）
- 笠岡信用組合金浦支店（笠岡市金浦）